# مؤسسة عبد المحسن القطان
مؤسسة عبد المحسن القطان هي مؤسسة تنموية، مستقلة، غير ربحية، تعمل في تطوير الثقافة والتربية في فلسطين والوطن العربي، وتركز على الأطفال، والمعلمين، والمبدعين الشباب. تأسست المؤسسة وسُجلت العام 1993 في المملكة المتحدة كمؤسسة خيرية، وباشرت العمل في فلسطين العام 1998، حيث يتركّز عملها، مع تدخّلات في لبنان من خلال مشروع "صِلات: روابط من خلال الفنون"، وفي المملكة المتحدة من خلال قاعات الموزاييك. تهدف للوصول إلى مجتمع معرفي يتسم بالعدل والحرية والتسامح، ويتبنى الحوار، ويقدر العلم والفن والأدب. تم انشاء فرع في قطاع غزة "مركز القطان الثقافي" عام 2000، وخلال الحرب الفلسطينية الإسرائيلية 2023 تم تدميره بشكل كامل.

## التأسيس
في العام 1993، أطلق عبد المحسن القطان المؤسسة في لندن، لتقوم بمجموعة من البرامج والمشروعات في مجالي الثقافة والتربية لتخدم الفلسطينيين. في آذار 2011، أعلن القطان عن تخصيص ربع ثروته لإنشاء صندوق لضمان استدامة واستقلالية المؤسسة.